# Enrico I di Rodez
Enrico I di Rodez (1175 circa – 1221) della casa di Millau, è stato conte di Rodez e visconte di Carlat dal 1208 fino alla sua morte.
Era figlio e successore di Ugo II. Sua madre era Bertrande d'Amalon.
Nel 1212 sposa Algayette, erede di Guy, signore di Scorailles, che gli diede il suo successore, Ugo IV, e anche una figlia, Guida, che andò in sposa al trovatore Pons de Monlaur. Enrico era inoltre un trovatore, che ci ha lasciato tre tenzones. Il suo nome occitano era Enric I de Rodes, sebbene la vida riguardante i coms de Rodes probabilmente si riferisca al suo discendente Enrico II. Muore nella quinta crociata.